# Tylophora tanakae
Tylophora tanakae är en oleanderväxtart som beskrevs av Carl Maximowicz, Adrien René Franchet och Sav.. Tylophora tanakae ingår i släktet Tylophora och familjen oleanderväxter. Utöver nominatformen finns också underarten T. t. glabrescens.